# لی سه اون
لی سه اون (زاده ۳۱ اوت ۱۹۸۰) بازیگر و مدل اهل کره جنوبی است.
از جمله نقش‌های او نقش یولی در سریال جواهری در قصر، نقش هونگران در سریال امپراتور افسانه‌ها و همچنین نقش گو سویون در سریال یون گه سومون می‌باشد.

## سریال‌ها
- درامای ویژه کی‌بی‌اس: همسرم ناپدید شده‌ام
- امپراتور افسانه‌ها (۲۰۱۰) (در نقش وی هونگران)
- پرواز بالا (۲۰۰۷)
- یون گه سومون (۲۰۰۶)
- کما (۲۰۰۵)
- جواهری در قصر (۲۰۰۳) (در نقش پارک یولی)
- بادیگارد (۲۰۰۳)

## فیلم‌ها
- داستان تابستان(۲۰۰۶)
- ساحل خونین(۲۰۰۰)

## مشخصات فردی
تاریخ تولّد: ۳۱ /اوت/ ۱۹۸۰ میلادی
قد: ۱۶۵ سانتیمتر (۵ فوت ۵ اینچ)
وزن:۴۴ کیلوگرم (۹۷ پوند)
گروه خونی:O
تحصیلات:دانشگاه سه جونگ (هنرهای زیبا و فیلم)
اعضای خانواده: مادر (Yoo Myung Soo)، پدر (Lee Jin Sup)، یک خواهر و یک برادر، همسر و یک دختر
تخصص: رقص، Pansori، قطعه موسیقی کوتاه